# Estoniens
Cet article concerne le peuple estonien. Pour la langue estonienne, voir Estonien.
En français, Les Estoniens (estonien : eestlased) sont :
- selon la constitution estonienne, le droit du sol et le droit international, les citoyens de l'Estonie et eux seuls, quelles que soient leurs langues, origines et traditions culturelles ; ils sont aussi citoyens de l'Union européenne[11] ;
- selon la définition ethnique, le droit du sang et l'appartenance linguistique et culturelle, le groupe ethnique qui s'auto-désigne en estonien eestlane, eestlased[12]. Ce peuple d'origine finno-ougrienne proche des Finnois, constitue la principale population de l'Estonie où ils représentent 67.8% de la population en 2023[13],[14]. Ce peuple parle l'estonien et des langues sud-estoniennes. Ces langues font partie des langues fenniques, proches du finnois. Jusqu'aux XVIIIe – XIXe siècle, les Estoniens se désignaient par l'endonyme Maarahvas, mais étaient appelés par les autres peuples de l'exonyme Estes ou Esthes.

Le pourcentage d'Estoniens en Estonie a baissé pendant l'occupation des pays baltes par l'Union soviétique de 1940 à 1991, en raison des déportations, de la répression politique, de la colonisation des pays baltes par les russes ethniques et de l'exil d'une partie de la population.

## Histoire

### Racines préhistoriques
Les premiers peuplements humains de l'Estonie apparaissent dans le registre archéologique il y a environ 10 000 ans, à mesure que le lac proglaciaire Baltique se retirait d'Estonie (en fait, c'est le bouclier fenno-scandinave qui se soulève, à la suite de la fonte de la calotte glaciaire couvrant la région pendant la glaciation würmienne). On ne sait pas quelles langues étaient parlées par les premiers peuplements, mais une théorie protochroniste affirme que des locuteurs de langues ouraliennes liées à l'estonien moderne se soient installés il y a environ 5 000 ans, ce qui fait des Estoniens l'un des plus anciens peuples d'Europe. Cependant, des estimations linguistiques récentes suggèrent que les langues finno-ougriennes sont apparues autour de la mer Baltique bien plus tard, durant l'Âge du bronze, soit vers 1800 av. J.-C.,.
La plus ancienne auto-dénomination connue des Estoniens est Maarahvas,. L'endonyme moderne Eesti est considéré comme dérivé du mot Aesti donné par les anciens peuples germaniques aux Baltes vivant au Nord-Est de la Vistule. L'historien romain Tacite mentionne dans La Germanie en 98 av. J.-C. les Aestii, et les Scandinaves appelaient déjà à cette époque les terres au Sud du Golfe de Finlande Eistland (mot qui sert encore de nos jours en islandais à désigner l'Estonie), et ses habitants Eistr. Tacite mentionne un culte de la mère des dieux parmi les Aesti vivant le long de la côte baltique orientale, ce qui s'applique aux anciennes religions païennes des anciens Estoniens et Baltes. Il parle également des Fenni (en) qui vivaient à proximité des Aesti et seraient les ancêtres des Finnois ou des Samis, proches des Estoniens. Finalement, le mot Aestii utilisé par Tacite pourrait  aussi bien s'appliquer à un peuple spécifique qu'à un groupe d'ethnies différentes habitant une même région. Le terme Aesti s'est ensuite transformé en Este.
Les proto-Estoniens, de même que d'autres locuteurs des langues fenniques, étaient aussi appelés Tchoudes dans les chroniques en vieux russe.
L'estonien appartient à la branche fennique des langues ouraliennes. Le plus ancien livre connu en estonien a été imprimé en 1525, et les plus anciens manuscrits remontent au XIIIe siècle. Les Estoniens sont génétiquement proches des Russes de l'Oblast de Tver et des Lettons, mais ils demeurent les plus proches parents des Finnois.

### Conscience nationale

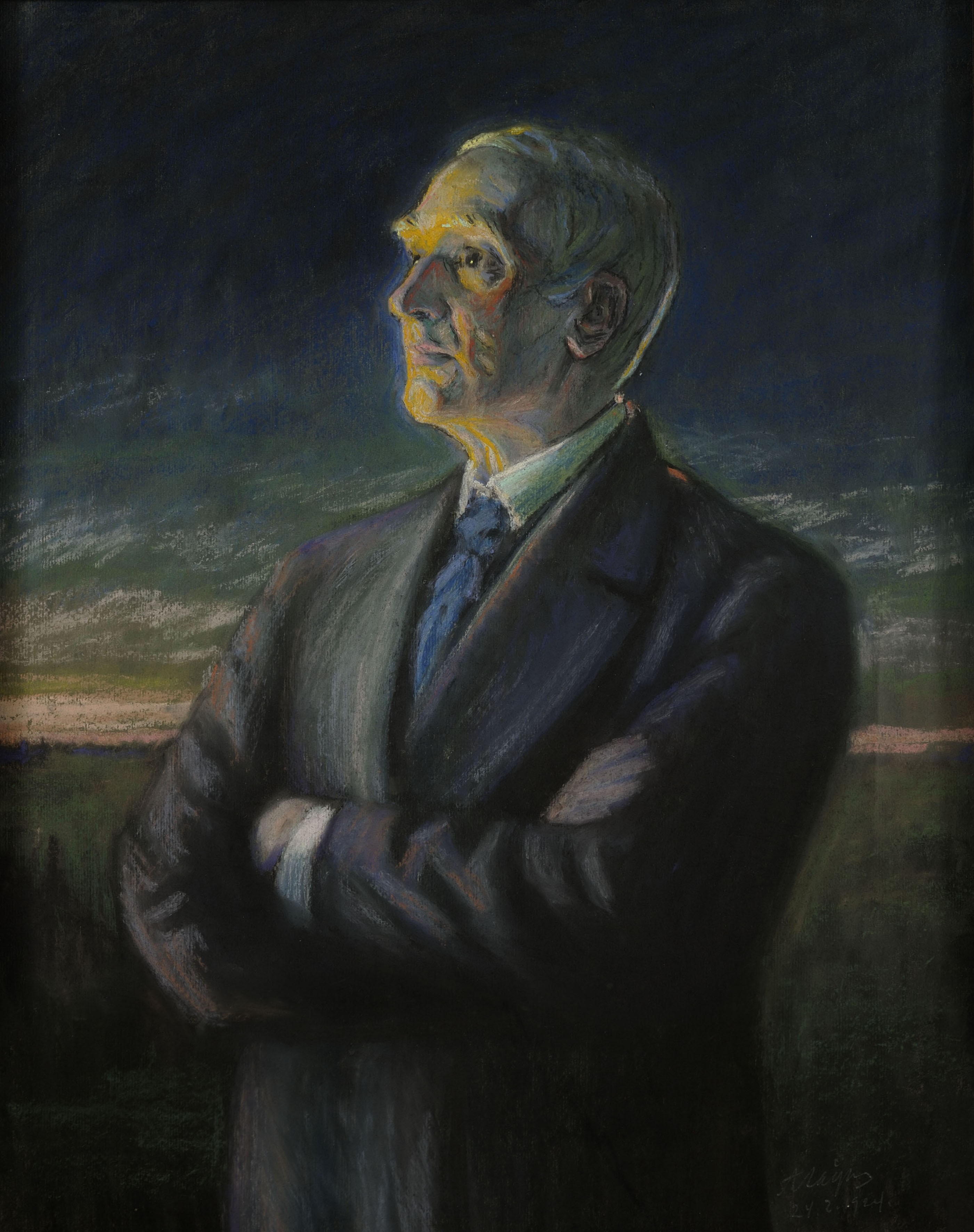
Portrait de Friedrich Reinhold Kreutzwald, précurseur de la littérature estonienne.

Même si la conscience nationale des Estoniens prit corps au XIXe siècle pendant l'Ärkamisaeg (en) (mouvement d'éveil national estonien), certains éléments de conscience ethnique peuvent être perçus avant cette période. Au cours du XVIIIe siècle, l'auto-dénomination eestlane se répandit parmi les Estoniens au côté de l'appellation maarahvas,. La traduction de la Bible en estonien (en) par Anton thor Helle (en) parut en 1739, et le nombre de livres et brochures en estonien passa de 18 en 1750 à 54 en 1790. À la fin du siècle, plus de la moitié des paysans adultes étaient alphabétisés. Les premiers intellectuels et universitaires s'identifiant en tant qu'Estoniens émergèrent vers 1820 : Friedrich Robert Faehlmann, Kristjan Jaak Peterson, Friedrich Reinhold Kreutzwald... Depuis le XIIIe siècle, l'élite dirigeante était restée germano-balte dans sa culture et son langage. Garlieb Merkel, un Germano-Balte estophile (en), a été le premier auteur à traiter les Estonien comme une nation égale aux autres ; il devint une source d'inspiration pour le mouvement national estonien, qui se calquait sur le modèle culturel germano-balte avant les années 1850. À partir du milieu du XIXe siècle, le mouvement fennomane des Finnois et le mouvement voisin des Jeunes Lettons inspirèrent les Estoniens : à la fin des années 1860, ils commencèrent à refuser la culture et l'hégémonie germaniques ; d'autre part, leur opinion de l'Empire russe resta positive jusqu’aux tentatives de russification des années 1880.
Les Estoniens ont des liens très forts avec les pays nordiques, dus à d'importantes affinités culturelles et religieuses apparues au cours des siècles sous la tutelle de la Scandinavie et de l'Allemagne. En fait, les Estoniens se considèrent plutôt Nordiques que Baltes,, en particulier à cause de ces affinités culturelles et linguistiques avec les Finnois.

### Déplacements de population
Les Estoniens ont subi des déplacements de population massifs en Russie (oblast de Léningrad) pendant la première moitié du XVIIIe siècle après l'annexion des pays baltes par l'Empire russe pendant la grande guerre du Nord, notamment en raison du besoin d'exploiter les territoires d'Ingrie. Au XIXe siècle, toujours dans le but d'exploiter les terres de nouveaux territoires, de nombreux Estoniens furent déplacés en Sibérie, dans le Caucase, en Crimée et dans l'Extrême-Orient russe ; les paysans estoniens ont également été recrutés dans des fabriques de Riga et Saint-Pétersbourg. En 1860, la présence d'une importante communauté d'Estoniens à Saint-Pétersbourg mena à la construction de l'église luthérienne Saint-Jean.
Après la reconnaissance de l'indépendance de l'Estonie par la Russie par le Traité de Tartu, qui mit un terme à la guerre d'indépendance de l'Estonie en 1920, les Estoniens résidant en Russie eurent le choix d'obtenir la citoyenneté estonienne et de retourner dans leur patrie. Environ 230 000 Estoniens vivaient en Russie à ce moment-là. Entre 1920 et 1923, seulement 40 000 d'entre eux obtinrent l'autorisation de quitter l'URSS pour retourner en Estonie. Dans le cadre de la politique d'indigénisation (korenizatsia) de l'URSS, les Estoniens purent s'organiser en selsoviet dans l'Oblast de Léningrad et en Sibérie, mais ces selsovets furent abolis en 1936-1937, et beaucoup d'Estoniens subirent des répressions politiques.
Au début de la Grande Guerre patriotique, plusieurs milliers d'Estoniens furent évacués dans les régions orientales de l'URSS. Pendant la Seconde Guerre mondiale en 1944, quand l'Armée soviétique envahit l'Estonie (voir Occupation des pays baltes par l'URSS (1944) (en)), beaucoup d'Estoniens fuirent à bord d'embarcations par la mer Baltique. Nombre de ces réfugiés atterrirent en Suède ou en Allemagne, d'où ils gagnèrent le Canada, le Royaume-Uni, les États-Unis ou l'Australie, et des descendants de ces réfugiés ont pu revenir s'installer en Estonie après l'indépendance de l'URSS en 1991. Après 1944, les soviétiques déplacèrent des milliers d'Estoniens de leur patrie à la République socialiste soviétique autonome des Komis, à l'oblast de Kirov et au Kazakhstan.
L'année 1955 voit le début de la réhabilitation des Estoniens et de leur rapatriement petit à petit en République socialiste soviétique d'Estonie. Après la chute de l'URSS, beaucoup d'Estoniens choisirent de retourner vivre en Estonie.
De nos jours, un nombre croissant d'Estoniens choisit de travailler à l'étranger, ce qui fait de l'Estonie le pays d'Europe au plus haut taux d'émigration. Le pays tente d'enrayer ce phénomène en lançant des politiques de natalité et d'incitation au rapatriement, notamment la campagne Talendid koju! (Ramenez vos talents à la maison!).

## Diaspora
Comme pour leurs voisins baltes, il existe une importante diaspora estonienne, notamment depuis la fin de la Seconde Guerre mondiale.
Sur les 1 100 000 Estoniens dans le monde, environ 930 000 vivent en Estonie soit 85 % ; les 15 % restants habitent pour l'essentiel au Brésil, en Russie, aux États-Unis (25 000), au Canada, en Suède et en Finlande (plus de 10 000).

## Culture

### Littérature
La littérature estonienne commence à émerger au XIXe siècle, Friedrich Reinhold Kreutzwald en étant le pionnier. Parmi les auteurs estoniens les plus emblématiques, on peut citer Lydia Koidula, Gustav Suits, Friedebert Tuglas, Anton Hansen Tammsaare, Oskar Luts et Jaan Kross.

### Musique et danse
Les Estoniens ont une forte tradition de musique et de danse ; les chants et danses baltes sont inscrits au Patrimoine culturel immatériel de l'UNESCO.
Arvo Pärt, compositeur contemporain estonien, est à l'origine du style tintinnabuli.

## Génétique
Une étude génétique publiée en 2019 a montré la continuité majeure des ascendances des populations locales depuis la période de la culture de la céramique cordée (-3000 à -2200) jusqu'aux Estoniens modernes, avec seulement de légères modifications au cours de différentes périodes. Elle est concordante avec d'autres études décrivant un flux de gènes ayant eu lieu à l'âge du bronze tardif provenant de régions ayant une forte affinité de chasseurs-cueilleurs occidentaux (WHG) et à l'âge du fer provenant de populations apparentées aux Sibériens modernes (inférence conforme aux modèles de variation autosomique que l'on trouve dans la majorité des locuteurs ouraliques les plus à l'ouest).
Toujours selon cette étude, les traits phénotypiques souvent associés aux Européens du Nord modernes, comme les yeux clairs, les cheveux et la peau, ainsi que la tolérance au lactose, remontent à l'âge du bronze dans la Baltique orientale.